# Jean Bobet
Jean Bobet (Saint-Méen-le-Grand, 22 de febrer de 1930 - 22 de juliol de 2022) va ser un ciclista francès que fou professional entre 1949 i 1959, aconseguint 16 victòries, entre les quals destaca la París-Niça de 1955 i tres campionats universitaris.
Una vegada retirat del ciclisme en actiu es dedicà al periodisme esportiu. També ha escrit dos llibres sobre el món del ciclisme.
És el germà petit del també ciclista Louison Bobet, triple vencedor del Tour de França i Campió del Món en ruta.
Bobet va morir a finals de juliol del 2022 a l'edat de 92 anys.

## Palmarès
- 1949
  - Campió del món universitari
  - Campió del món de persecució per equips universitaris
- 1950
  - Campió del món universitari
- 1951
  - 1r al Tour de l'Orne
  - 1r a la Lannion-Rennes
  - 1r al Circuit de la Vall del Loira
  - Vencedor d'una etapa del Premi de l'Eclaireur
- 1952
  - 1r a Dinan
  - 1r a Hautmont
- 1953
  - 1r al Circuit de Morbihan
  - 1r al Gran Premi d'Europa
- 1955
  - 1r a la París-Niça i vencedor d'una etapa
  - 1r a Scaer
- 1956
  - 1r a la Gènova-Niça
- 1959
  - 1r a Lodève

### Resultats al Tour de França
- 1955. 14è de la classificació general
- 1957. 15è de la classificació general

### Resultats al Giro d'Itàlia
- 1953. Abandona
- 1957. 25è de la classificació general
- 1958. Abandona (11a etapa)

### Resultats a la Volta a Espanya
- 1956. Abandona (16a etapa)